# Danh sách cầu thủ tham dự giải vô địch bóng đá U-17 thế giới 2011
Mỗi đội phải đăng ký danh sách không nhiều hơn 21 cầu thủ, trong đó có 3 cầu thủ phải là thủ môn. Các cầu thủ chỉ được dùng số áo từ 1 đến 21, với số 1 phải là một thủ môn.
Cầu thủ được in đậm từng thi đấu cho đội tuyển quốc gia.

## Bảng A

### Cộng hòa Congo
Huấn luyện viên:  Eddie Hudanski
| Số | Vt | Cầu thủ                | Ngày sinh (tuổi)            | Số trận | Câu lạc bộ      |
| -- | -- | ---------------------- | --------------------------- | ------- | --------------- |
| 1  | TM | Chill Ngakosso         | 26 tháng 7, 1994 (16 tuổi)  |         | ACNFF           |
| 2  | HV | Cisse Bassoumba        | 13 tháng 5, 1996 (15 tuổi)  |         | ACNFF           |
| 3  | HV | Stevy Samba            | 3 tháng 5, 1994 (17 tuổi)   |         | ACNFF           |
| 4  | TV | Charlevy Mabiala       | 31 tháng 3, 1996 (15 tuổi)  |         | ACNFF           |
| 5  | HV | Melvan Lekandza        | 2 tháng 4, 1994 (17 tuổi)   |         | ACNFF           |
| 6  | TV | Tierry Kouyikou        | 17 tháng 1, 1995 (16 tuổi)  |         | ACNFF           |
| 7  | TV | Ange Sitou             | 24 tháng 5, 1994 (17 tuổi)  |         | ACNFF           |
| 8  | TV | Hardy Binguila         | 17 tháng 7, 1996 (14 tuổi)  |         | ACNFF           |
| 9  | TĐ | Elvia Ipamy            | 27 tháng 9, 1994 (16 tuổi)  |         | ACNFF           |
| 10 | TĐ | Justalain Kounkou      | 2 tháng 8, 1996 (14 tuổi)   |         | ACNFF           |
| 11 | HV | Ramaric Etou           | 25 tháng 1, 1995 (16 tuổi)  |         | ACNFF           |
| 12 | TĐ | Gildas Mpassi          | 10 tháng 1, 1994 (17 tuổi)  |         | AC Léopard      |
| 13 | HV | Gloire Mayanith        | 13 tháng 10, 1994 (16 tuổi) |         | ACNFF           |
| 14 | TĐ | Christ Nkounkou        | 27 tháng 7, 1994 (16 tuổi)  |         | ACNFF           |
| 17 | TĐ | Bel-Ange "Stévy" Epako | 17 tháng 4, 1995 (16 tuổi)  |         | ACNFF           |
| 18 | TĐ | Kader Bidimbou         | 20 tháng 2, 1996 (15 tuổi)  |         | ACNFF           |
| 19 | TV | Amour Loussoukou       | 5 tháng 12, 1996 (14 tuổi)  |         | ACNFF           |
| 20 | TĐ | Mavis Tchibota         | 7 tháng 5, 1996 (15 tuổi)   |         | Étoile du Congo |
| 21 | TM | Pavelh Ndzila          | 12 tháng 1, 1995 (16 tuổi)  |         | ACNFF           |

### México
Huấn luyện viên: Raúl Gutiérrez
| Số | Vt | Cầu thủ              | Ngày sinh (tuổi)           | Số trận | Câu lạc bộ        |
| -- | -- | -------------------- | -------------------------- | ------- | ----------------- |
| 1  | TM | Richard Sánchez      | 5 tháng 4, 1994 (17 tuổi)  |         | FC Dallas         |
| 2  | HV | Francisco Flores     | 17 tháng 1, 1994 (17 tuổi) |         | Cruz Azul         |
| 3  | HV | Carlos Guzmán        | 19 tháng 5, 1994 (17 tuổi) |         | Morelia           |
| 4  | HV | Antonio Briseño      | 2 tháng 2, 1994 (17 tuổi)  |         | Atlas             |
| 5  | HV | Jorge Caballero      | 25 tháng 1, 1994 (17 tuổi) |         | Monterrey         |
| 6  | TV | Kevin Escamilla      | 21 tháng 2, 1994 (17 tuổi) |         | UNAM              |
| 7  | TV | Jonathan Espericueta | 9 tháng 8, 1994 (16 tuổi)  |         | UANL              |
| 8  | TV | Julio Gómez          | 13 tháng 8, 1994 (16 tuổi) |         | Pachuca           |
| 9  | TĐ | Carlos Fierro        | 24 tháng 7, 1994 (16 tuổi) |         | Guadalajara       |
| 10 | TV | Arturo González      | 9 tháng 5, 1994 (17 tuổi)  |         | Atlas             |
| 11 | TĐ | Marco Bueno          | 31 tháng 3, 1994 (17 tuổi) |         | Pachuca           |
| 12 | TM | José González        | 14 tháng 1, 1995 (16 tuổi) |         | Pachuca           |
| 13 | HV | Luis Solorio         | 1 tháng 8, 1994 (16 tuổi)  |         | Guadalajara       |
| 14 | HV | Fabián Guzmán        | 30 tháng 4, 1994 (17 tuổi) |         | Atlas             |
| 15 | HV | Felipe Sifuentes     | 16 tháng 2, 1994 (17 tuổi) |         | Monterrey         |
| 16 | TV | Enrique Flores       | 25 tháng 3, 1994 (17 tuổi) |         | Monterrey         |
| 17 | TV | Giovani Casillas     | 4 tháng 1, 1994 (17 tuổi)  |         | Guadalajara       |
| 18 | TV | José Tostado         | 28 tháng 7, 1994 (16 tuổi) |         | Guadalajara       |
| 19 | TĐ | Daniel Hernández     | 16 tháng 2, 1994 (17 tuổi) |         | Atlas             |
| 20 | TĐ | Marcelo Gracia       | 2 tháng 4, 1994 (17 tuổi)  |         | Monterrey         |
| 21 | TM | Dilan Nicoletti      | 3 tháng 4, 1994 (17 tuổi)  |         | Newell's Old Boys |

### Hà Lan
Huấn luyện viên: Albert Stuivenberg
| Số | Vt | Cầu thủ             | Ngày sinh (tuổi)           | Số trận | Câu lạc bộ        |
| -- | -- | ------------------- | -------------------------- | ------- | ----------------- |
| 1  | TM | Boy de Jong         | 10 tháng 4, 1994 (17 tuổi) |         | Feyenoord         |
| 2  | HV | Daan Disveld        | 20 tháng 1, 1994 (17 tuổi) |         | NEC               |
| 3  | HV | Terence Kongolo     | 14 tháng 2, 1994 (17 tuổi) |         | Feyenoord         |
| 4  | HV | Karim Rekik         | 2 tháng 12, 1994 (16 tuổi) |         | Manchester City   |
| 5  | HV | Jetro Willems       | 30 tháng 3, 1994 (17 tuổi) |         | Sparta Rotterdam  |
| 6  | TV | Kyle Ebecilio       | 17 tháng 2, 1994 (17 tuổi) |         | Arsenal           |
| 7  | TĐ | Jordi Bitter        | 19 tháng 1, 1994 (17 tuổi) |         | Ajax              |
| 8  | TV | Yassine Ayoub       | 6 tháng 3, 1994 (17 tuổi)  |         | Utrecht           |
| 9  | TĐ | Anass Achahbar      | 13 tháng 1, 1994 (17 tuổi) |         | Feyenoord         |
| 10 | TV | Tonny Vilhena       | 3 tháng 1, 1995 (16 tuổi)  |         | Feyenoord         |
| 11 | TĐ | Memphis Depay       | 13 tháng 2, 1994 (17 tuổi) |         | PSV               |
| 12 | TĐ | Danzell Gravenberch | 13 tháng 2, 1994 (17 tuổi) |         | Ajax              |
| 13 | TV | Thom Haye           | 9 tháng 2, 1995 (16 tuổi)  |         | AZ                |
| 14 | TV | Joris van Overeem   | 1 tháng 6, 1994 (17 tuổi)  |         | AZ                |
| 15 | TV | Nathan Aké          | 18 tháng 1, 1995 (16 tuổi) |         | Feyenoord         |
| 16 | TM | Peter Leeuwenburgh  | 23 tháng 3, 1994 (17 tuổi) |         | Ajax              |
| 17 | HV | Menno Koch          | 2 tháng 7, 1994 (16 tuổi)  |         | PSV               |
| 18 | TĐ | Gyliano van Velzen  | 14 tháng 4, 1994 (17 tuổi) |         | Manchester United |
| 19 | TĐ | Rewien Ramlal       | 7 tháng 3, 1994 (17 tuổi)  |         | Willem II         |
| 20 | TV | Adnan Bajic         | 28 tháng 2, 1994 (17 tuổi) |         | Sparta Rotterdam  |
| 21 | TM | Eric Verstappen     | 19 tháng 5, 1994 (17 tuổi) |         | PSV               |

### CHDCND Triều Tiên
Huấn luyện viên: An Ye-Gun
| Số | Vt | Cầu thủ         | Ngày sinh (tuổi)            | Số trận | Câu lạc bộ     |
| -- | -- | --------------- | --------------------------- | ------- | -------------- |
| 1  | TM | An Kang-Chol    | 1 tháng 11, 1994 (16 tuổi)  |         | Amrokgang      |
| 2  | HV | Jong Kwang-Sok  | 5 tháng 1, 1994 (17 tuổi)   |         | Chobyong       |
| 3  | HV | Choe Chol-Ryong | 29 tháng 1, 1994 (17 tuổi)  |         | Chobyong       |
| 4  | TV | Pak Myong-Song  | 31 tháng 3, 1994 (17 tuổi)  |         | Sobaeksu       |
| 5  | HV | Ro Myong-Song   | 2 tháng 1, 1995 (16 tuổi)   |         | Rimyongsu      |
| 6  | TV | O Jin-Song      | 4 tháng 3, 1994 (17 tuổi)   |         | Sobaeksu       |
| 7  | TV | Kang Nam-Gwon   | 6 tháng 3, 1995 (16 tuổi)   |         | Chobyong       |
| 8  | TĐ | Ju Jong-Chol    | 20 tháng 10, 1994 (16 tuổi) |         | Amrokgang      |
| 9  | TĐ | Jang Ok-Chol    | 14 tháng 1, 1994 (17 tuổi)  |         | Kigwancha      |
| 10 | TĐ | Jo Kwang        | 5 tháng 8, 1994 (16 tuổi)   |         | Sobaeksu       |
| 11 | TĐ | Hong Jin-Song   | 20 tháng 2, 1994 (17 tuổi)  |         | Sobaeksu       |
| 12 | TĐ | So Jong-Hyok    | 1 tháng 7, 1995 (15 tuổi)   |         | 4.25           |
| 13 | HV | Jong Il-Hyok    | 7 tháng 5, 1994 (17 tuổi)   |         | Chobyong       |
| 14 | TV | Ri Ji-Song      | 1 tháng 5, 1994 (17 tuổi)   |         | Chobyong       |
| 15 | HV | Kwon Chung-Hyok | 21 tháng 2, 1994 (17 tuổi)  |         | 4.25           |
| 16 | TV | Choe Myong-Song | 8 tháng 1, 1994 (17 tuổi)   |         | Chobyong       |
| 17 | HV | Kim Chol-Bom    | 16 tháng 7, 1994 (16 tuổi)  |         | Sobaeksu       |
| 18 | TM | Ri Son-Chan     | 4 tháng 3, 1994 (17 tuổi)   |         | Chobyong       |
| 19 | TĐ | Kang Su-Yun     | 3 tháng 8, 1994 (16 tuổi)   |         | 4.25           |
| 20 | TĐ | Kang Yong-Jin   | 23 tháng 3, 1994 (17 tuổi)  |         | Amrokgang      |
| 21 | TM | Cha Jong-Hun    | 19 tháng 4, 1994 (17 tuổi)  |         | Pyongyang City |

## Bảng B

### Argentina
Huấn luyện viên: Oscar Garré
| Số | Vt | Cầu thủ               | Ngày sinh (tuổi)            | Số trận | Câu lạc bộ         |
| -- | -- | --------------------- | --------------------------- | ------- | ------------------ |
| 1  | TM | Bruno Galván          | 8 tháng 5, 1994 (17 tuổi)   |         | Boca Juniors       |
| 2  | HV | Ezequiel Báez         | 28 tháng 6, 1994 (16 tuổi)  |         | Racing             |
| 3  | HV | Marcos Pinto          | 25 tháng 1, 1994 (17 tuổi)  |         | Lanús              |
| 4  | HV | Enzo Beloso           | 20 tháng 2, 1994 (17 tuổi)  |         | Newell's Old Boys  |
| 5  | TV | Gaspar Iñíguez        | 26 tháng 3, 1994 (17 tuổi)  |         | Argentinos Juniors |
| 6  | HV | Facundo Cardozo       | 6 tháng 4, 1995 (16 tuổi)   |         | Vélez Sársfield    |
| 7  | TĐ | Lucas Ocampos         | 11 tháng 7, 1994 (16 tuổi)  |         | River Plate        |
| 8  | TV | Matías Montero        | 7 tháng 5, 1994 (17 tuổi)   |         | River Plate        |
| 9  | TĐ | Lucas Vera Piris      | 2 tháng 1, 1994 (17 tuổi)   |         | Lanús              |
| 10 | TV | Brian Ferreira        | 24 tháng 5, 1994 (17 tuổi)  |         | Vélez Sársfield    |
| 11 | TV | Jorge Valdez Chamorro | 26 tháng 5, 1994 (17 tuổi)  |         | Lanús              |
| 12 | TM | Nicolás Sequeira      | 30 tháng 8, 1994 (16 tuổi)  |         | Lanús              |
| 13 | HV | Maximiliano Padilla   | 29 tháng 8, 1994 (16 tuổi)  |         | Boca Juniors       |
| 14 | HV | Alexis Zárate         | 8 tháng 5, 1994 (17 tuổi)   |         | Independiente      |
| 15 | TV | Pablo Carreras        | 3 tháng 3, 1995 (16 tuổi)   |         | River Plate        |
| 16 | HV | Jonathan Silva        | 29 tháng 6, 1994 (16 tuổi)  |         | Estudiantes        |
| 17 | TĐ | Agustín Allione       | 28 tháng 10, 1994 (16 tuổi) |         | Vélez Sársfield    |
| 18 | TĐ | Lucas Pugh            | 1 tháng 1, 1994 (17 tuổi)   |         | River Plate        |
| 19 | TV | Juan Rodríguez        | 28 tháng 2, 1994 (17 tuổi)  |         | River Plate        |
| 20 | TĐ | Martín Benítez        | 17 tháng 6, 1994 (17 tuổi)  |         | Independiente      |
| 21 | TM | Nicolás Carrasco      | 27 tháng 5, 1994 (17 tuổi)  |         | River Plate        |

### Pháp
Huấn luyện viên: Patrick Gonfalone
| Số | Vt | Cầu thủ            | Ngày sinh (tuổi)            | Số trận | Câu lạc bộ          |
| -- | -- | ------------------ | --------------------------- | ------- | ------------------- |
| 1  | TM | Quentin Beunardeau | 27 tháng 2, 1994 (17 tuổi)  |         | Le Mans             |
| 2  | HV | Jordan Ikoko       | 3 tháng 2, 1994 (17 tuổi)   |         | Paris Saint-Germain |
| 3  | HV | Benjamin Mendy     | 17 tháng 7, 1994 (16 tuổi)  |         | Le Havre            |
| 4  | HV | Raphaël Calvet     | 7 tháng 2, 1994 (17 tuổi)   |         | Auxerre             |
| 5  | HV | Kurt Zouma         | 27 tháng 10, 1994 (16 tuổi) |         | Saint-Étienne       |
| 6  | TV | Adrien Tameze      | 4 tháng 2, 1994 (17 tuổi)   |         | Nancy               |
| 7  | TV | Adam N'Kusu        | 29 tháng 1, 1994 (17 tuổi)  |         | Le Havre            |
| 8  | TV | Souahilo Meïté     | 17 tháng 3, 1994 (17 tuổi)  |         | Auxerre             |
| 9  | TĐ | Lenny Nangis       | 24 tháng 3, 1994 (17 tuổi)  |         | Caen                |
| 10 | TV | Abdallah Yaisien   | 23 tháng 4, 1994 (17 tuổi)  |         | Paris Saint-Germain |
| 11 | TĐ | Sébastien Haller   | 22 tháng 6, 1994 (17 tuổi)  |         | Auxerre             |
| 12 | HV | Antoine Conte      | 29 tháng 1, 1994 (17 tuổi)  |         | Paris Saint-Germain |
| 13 | HV | Aymeric Laporte    | 27 tháng 5, 1994 (17 tuổi)  |         | Athletic Bilbao     |
| 14 | TV | Karl Madianga      | 30 tháng 1, 1994 (17 tuổi)  |         | Le Mans             |
| 15 | HV | Pierre Bourdin     | 6 tháng 1, 1994 (17 tuổi)   |         | Paris Saint-Germain |
| 16 | TM | Lionel Mpasi Nzau  | 1 tháng 8, 1994 (16 tuổi)   |         | Paris Saint-Germain |
| 17 | TV | Jordan Vercleyen   | 7 tháng 2, 1994 (17 tuổi)   |         | Le Havre            |
| 18 | TĐ | Gaëtan Laborde     | 3 tháng 5, 1994 (17 tuổi)   |         | Bordeaux            |
| 19 | TM | Paul Nardi         | 18 tháng 5, 1994 (17 tuổi)  |         | Nancy               |
| 20 | TĐ | Yassine Benzia     | 8 tháng 9, 1994 (16 tuổi)   |         | Lyon                |
| 21 | TV | Tiémoué Bakayoko   | 16 tháng 8, 1994 (16 tuổi)  |         | Rennes              |

### Jamaica
Huấn luyện viên: Wendell Downswell
| Số | Vt | Cầu thủ          | Ngày sinh (tuổi)            | Số trận | Câu lạc bộ              |
| -- | -- | ---------------- | --------------------------- | ------- | ----------------------- |
| 1  | TM | Richard Trench   | 8 tháng 5, 1994 (17 tuổi)   |         | Rusea's HS              |
| 2  | HV | Oshane Jenkins   | 20 tháng 3, 1994 (17 tuổi)  |         | Cavalier SC             |
| 3  | HV | Kemo Wallace     | 29 tháng 9, 1994 (16 tuổi)  |         | Harbour View F.C.       |
| 4  | HV | Jason Wint       | 14 tháng 2, 1994 (17 tuổi)  |         | Portmore United F.C.    |
| 5  | HV | Alvas Powell     | 18 tháng 7, 1994 (16 tuổi)  |         | Portmore United F.C.    |
| 6  | HV | Quante Smith     | 12 tháng 2, 1994 (17 tuổi)  |         | Brampton United         |
| 7  | HV | Romario Williams | 15 tháng 8, 1994 (16 tuổi)  |         | Cavalier SC             |
| 8  | TV | Romario Jones    | 15 tháng 5, 1994 (17 tuổi)  |         | Cavalier SC             |
| 9  | TV | Omar Holness     | 13 tháng 3, 1994 (17 tuổi)  |         | Real Mona               |
| 10 | TĐ | Jason Wright     | 26 tháng 12, 1994 (16 tuổi) |         | Cavalier SC             |
| 11 | TV | Andre Lewis      | 12 tháng 8, 1994 (16 tuổi)  |         | Cavalier SC             |
| 12 | HV | Patrick Palmer   | 25 tháng 7, 1994 (16 tuổi)  |         | Cavalier SC             |
| 13 | TM | Odean Clarke     | 9 tháng 1, 1994 (17 tuổi)   |         | Holland United          |
| 14 | TĐ | Jevani Brown     | 16 tháng 10, 1994 (16 tuổi) |         | Milton Keynes Dons F.C. |
| 15 | TĐ | Anthony Walker   | 7 tháng 10, 1994 (16 tuổi)  |         | Rusea's HS              |
| 16 | TV | Troy Moo Penn    | 22 tháng 7, 1995 (15 tuổi)  |         | Mile Gully FC           |
| 17 | TV | Melvin Blair     | 18 tháng 1, 1994 (17 tuổi)  |         | Frome FC                |
| 18 | HV | Zhelano Barnes   | 29 tháng 4, 1994 (17 tuổi)  |         | Cavalier SC             |
| 19 | TV | Cardel Benbow    | 3 tháng 6, 1995 (16 tuổi)   |         | Waterford United F.C.   |
| 20 | TV | Shawn Lawson     | 13 tháng 1, 1994 (17 tuổi)  |         | Ajax Strikers           |
| 21 | TM | Nico Campbell    | 22 tháng 2, 1994 (17 tuổi)  |         | Cavalier SC             |

### Nhật Bản
Huấn luyện viên: Hirofumi Yoshitake
| Số | Vt | Cầu thủ          | Ngày sinh (tuổi)            | Số trận | Câu lạc bộ                |
| -- | -- | ---------------- | --------------------------- | ------- | ------------------------- |
| 1  | TM | Kosuke Nakamura  | 27 tháng 2, 1995 (16 tuổi)  |         | Kashiwa Reysol            |
| 2  | HV | Naoki Kawaguchi  | 24 tháng 5, 1994 (17 tuổi)  |         | Albirex Niigata           |
| 3  | HV | Takuya Iwanami   | 18 tháng 6, 1994 (17 tuổi)  |         | Vissel Kobe               |
| 4  | HV | Naomichi Ueda    | 24 tháng 10, 1994 (16 tuổi) |         | Ozu High School           |
| 5  | TV | Kazuki Fukai     | 11 tháng 3, 1995 (16 tuổi)  |         | Consadole Sapporo         |
| 6  | HV | Sei Muroya       | 5 tháng 4, 1994 (17 tuổi)   |         | Aomori Yamada High School |
| 7  | TV | Reo Mochizuki    | 18 tháng 1, 1995 (16 tuổi)  |         | Yasu High School          |
| 8  | TV | Hideki Ishige    | 21 tháng 9, 1994 (16 tuổi)  |         | Shimizu S-Pulse           |
| 9  | TĐ | Takumi Minamino  | 16 tháng 1, 1995 (16 tuổi)  |         | Cerezo Osaka              |
| 10 | TĐ | Ryuga Suzuki     | 28 tháng 2, 1994 (17 tuổi)  |         | Kashima Antlers           |
| 11 | TĐ | Masaya Matsumoto | 25 tháng 1, 1995 (16 tuổi)  |         | Academy Fukushima         |
| 12 | HV | Fumiya Hayakawa  | 12 tháng 1, 1994 (17 tuổi)  |         | Albirex Niigata           |
| 13 | TV | Takuya Kida      | 23 tháng 8, 1994 (16 tuổi)  |         | Yokohama F. Marinos       |
| 14 | TĐ | Shoya Nakajima   | 23 tháng 8, 1994 (16 tuổi)  |         | Tokyo Verdy               |
| 15 | HV | Jumpei Arai      | 12 tháng 11, 1994 (16 tuổi) |         | Urawa Red Diamonds        |
| 16 | TV | Hideyuki Nozawa  | 15 tháng 8, 1994 (16 tuổi)  |         | F.C. Tokyo                |
| 17 | TV | Hiroki Akino     | 8 tháng 10, 1994 (16 tuổi)  |         | Kashiwa Reysol            |
| 18 | TM | Shunta Awaka     | 7 tháng 2, 1995 (16 tuổi)   |         | Consadole Sapporo         |
| 19 | HV | Daisuke Takagi   | 14 tháng 10, 1995 (15 tuổi) |         | Tokyo Verdy               |
| 20 | TĐ | Musashi Suzuki   | 11 tháng 2, 1994 (17 tuổi)  |         | Kiryu Daiichi High School |
| 21 | TM | Ayumi Niekawa    | 12 tháng 5, 1994 (17 tuổi)  |         | Júbilo Iwata              |

## Bảng C

### Canada
Huấn luyện viên: Sean Fleming
| Số | Vt | Cầu thủ          | Ngày sinh (tuổi)            | Số trận | Câu lạc bộ                    |
| -- | -- | ---------------- | --------------------------- | ------- | ----------------------------- |
| 1  | TM | Maxime Crépeau   | 5 tháng 11, 1994 (16 tuổi)  |         | Montreal Impact Academy       |
| 2  | TV | Samuel Piette    | 11 tháng 12, 1994 (16 tuổi) |         | Metz                          |
| 3  | HV | Adam Polakiewicz | 3 tháng 8, 1994 (16 tuổi)   |         | Vancouver Whitecaps Residency |
| 4  | HV | Ismaïl Benomar   | 26 tháng 4, 1994 (17 tuổi)  |         | Montreal Impact Academy       |
| 5  | HV | Daniel Stanese   | 21 tháng 1, 1994 (17 tuổi)  |         | Vancouver Whitecaps Residency |
| 6  | HV | Parker Seymour   | 4 tháng 11, 1994 (16 tuổi)  |         | Toronto FC Academy            |
| 7  | TV | Marco Lapenna    | 1 tháng 11, 1994 (16 tuổi)  |         | Montreal Impact Academy       |
| 8  | TV | Bryce Alderson   | 2 tháng 5, 1994 (17 tuổi)   |         | Vancouver Whitecaps Residency |
| 9  | TĐ | Sadi Jalali      | 6 tháng 6, 1995 (16 tuổi)   |         | Edmonton Juventus             |
| 10 | TV | Keven Alemán     | 25 tháng 3, 1994 (17 tuổi)  |         | Unattached                    |
| 11 | TV | Chris Nanco      | 15 tháng 2, 1995 (16 tuổi)  |         | Sigma FC Academy              |
| 12 | TV | Matteo Pasquotti | 2 tháng 12, 1994 (16 tuổi)  |         | Vancouver Whitecaps Residency |
| 13 | HV | Luca Gasparotto  | 3 tháng 9, 1995 (15 tuổi)   |         | Sporting Club Toronto         |
| 14 | TV | Omari Morris     | 4 tháng 1, 1994 (17 tuổi)   |         | Toronto FC Academy            |
| 15 | TV | Sergio Camargo   | 16 tháng 8, 1994 (16 tuổi)  |         | Toronto FC Academy            |
| 16 | TĐ | Jay Chapman      | 1 tháng 1, 1994 (17 tuổi)   |         | Toronto FC Academy            |
| 17 | TĐ | Yassin Essa      | 8 tháng 2, 1994 (17 tuổi)   |         | Vancouver Whitecaps Residency |
| 18 | TM | Quillan Roberts  | 13 tháng 9, 1994 (16 tuổi)  |         | Toronto FC Academy            |
| 19 | TV | Alex Halis       | 13 tháng 4, 1994 (17 tuổi)  |         | Sporting Club Toronto         |
| 20 | TV | Michael Petrasso | 9 tháng 7, 1995 (15 tuổi)   |         | Toronto FC Academy            |
| 21 | TM | Chad Bush        | 30 tháng 5, 1994 (17 tuổi)  |         | Toronto FC Academy            |

### Anh
Huấn luyện viên: John Peacock
| Số | Vt | Cầu thủ             | Ngày sinh (tuổi)            | Số trận | Câu lạc bộ             |
| -- | -- | ------------------- | --------------------------- | ------- | ---------------------- |
| 1  | TM | Jordan Pickford     | 7 tháng 3, 1994 (17 tuổi)   |         | Sunderland             |
| 2  | HV | Jordan Cousins      | 6 tháng 3, 1994 (17 tuổi)   |         | Charlton Athletic      |
| 3  | HV | Brad Smith          | 9 tháng 4, 1994 (17 tuổi)   |         | Liverpool              |
| 4  | TV | John Lundstram      | 18 tháng 2, 1994 (17 tuổi)  |         | Everton                |
| 5  | HV | Adam Jackson        | 18 tháng 5, 1994 (17 tuổi)  |         | Middlesbrough          |
| 6  | HV | Nathaniel Chalobah  | 12 tháng 12, 1994 (16 tuổi) |         | Chelsea                |
| 7  | TV | Raheem Sterling     | 8 tháng 12, 1994 (16 tuổi)  |         | Liverpool              |
| 8  | TV | Nick Powell         | 23 tháng 3, 1994 (17 tuổi)  |         | Crewe Alexandra        |
| 9  | TĐ | Hallam Hope         | 17 tháng 3, 1994 (17 tuổi)  |         | Everton                |
| 10 | TĐ | Max Clayton         | 9 tháng 8, 1994 (16 tuổi)   |         | Crewe Alexandra        |
| 11 | TV | Jake Forster-Caskey | 25 tháng 4, 1994 (17 tuổi)  |         | Brighton & Hove Albion |
| 12 | TV | George Evans        | 13 tháng 12, 1994 (16 tuổi) |         | Manchester City        |
| 13 | TM | Ben Garratt         | 25 tháng 4, 1994 (17 tuổi)  |         | Crewe Alexandra        |
| 14 | TĐ | Adam Morgan         | 21 tháng 4, 1994 (17 tuổi)  |         | Liverpool              |
| 15 | HV | Sam Magri           | 30 tháng 3, 1994 (17 tuổi)  |         | Portsmouth             |
| 16 | TĐ | Alex Henshall       | 15 tháng 2, 1994 (17 tuổi)  |         | Manchester City        |
| 17 | TĐ | Nathan Redmond      | 6 tháng 3, 1994 (17 tuổi)   |         | Birmingham City        |
| 18 | TV | Blair Turgott       | 22 tháng 5, 1994 (17 tuổi)  |         | West Ham United        |
| 19 | HV | Matthew Regan       | 22 tháng 2, 1994 (17 tuổi)  |         | Liverpool              |
| 20 | TV | Jack Dunn           | 19 tháng 11, 1994 (16 tuổi) |         | Liverpool              |
| 21 | TM | Tyrell Belford      | 5 tháng 6, 1994 (17 tuổi)   |         | Liverpool              |

### Rwanda
Huấn luyện viên:  Richard Tardy
| Số | Vt | Cầu thủ                    | Ngày sinh (tuổi)            | Số trận | Câu lạc bộ      |
| -- | -- | -------------------------- | --------------------------- | ------- | --------------- |
| 1  | TM | Steven Ntalibi             | 22 tháng 12, 1994 (16 tuổi) |         | SEC             |
| 2  | HV | Michel Rusheshangoga       | 25 tháng 8, 1994 (16 tuổi)  |         |                 |
| 3  | HV | Celestin Ndayishimiye      | 11 tháng 10, 1995 (15 tuổi) |         |                 |
| 4  | HV | Eugene Habyarimana         | 29 tháng 10, 1994 (16 tuổi) |         | SEC             |
| 5  | TĐ | Eric Nsabimana             | 11 tháng 10, 1994 (16 tuổi) |         | SEC             |
| 6  | TV | Robert Ndatimana           | 11 tháng 9, 1995 (15 tuổi)  |         |                 |
| 7  | TĐ | Charles Tibingana          | 22 tháng 12, 1994 (16 tuổi) |         | Proline FC      |
| 8  | HV | Emery Bayisenge            | 2 tháng 11, 1994 (16 tuổi)  |         |                 |
| 9  | TĐ | Bonfils Kabanda            | 18 tháng 9, 1994 (16 tuổi)  |         | AS Nancy        |
| 10 | TV | Andrew Buteera             | 3 tháng 10, 1994 (16 tuổi)  |         | Proline FC      |
| 11 | TĐ | Alfred Mugabo              | 9 tháng 10, 1995 (15 tuổi)  |         | Arsenal F.C.    |
| 12 | TĐ | Justin Mico                | 21 tháng 12, 1994 (16 tuổi) |         |                 |
| 13 | TV | Heritier Turatsinze        | 30 tháng 10, 1994 (16 tuổi) |         | SEC             |
| 14 | TV | Janvier Benedata           | 12 tháng 8, 1995 (15 tuổi)  |         | APR FC          |
| 15 | HV | Faustin Usengimana         | 11 tháng 6, 1994 (17 tuổi)  |         | Rayon Sports FC |
| 16 | HV | Jean-Marie Rusingizandekwe | 1 tháng 7, 1994 (16 tuổi)   |         | KV Mechelen     |
| 17 | TĐ | Sulaiman Kakira            | 30 tháng 3, 1995 (16 tuổi)  |         | APR FC          |
| 18 | TM | Marcel Nzarora             | 22 tháng 11, 1994 (16 tuổi) |         |                 |
| 19 | TĐ | Ibrahim Itangishaka        | 16 tháng 9, 1994 (16 tuổi)  |         | SEC             |
| 20 | TĐ | Farouk Ruhinda             | 18 tháng 9, 1994 (16 tuổi)  |         | Express         |
| 21 | TM | Kabes Hategikimana         | 18 tháng 4, 1994 (17 tuổi)  |         |                 |

### Uruguay
Huấn luyện viên: Fabián Coito
| Số | Vt | Cầu thủ             | Ngày sinh (tuổi)            | Số trận | Câu lạc bộ        |
| -- | -- | ------------------- | --------------------------- | ------- | ----------------- |
| 1  | TM | Mathías Cubero      | 15 tháng 1, 1994 (17 tuổi)  |         | Cerro             |
| 2  | HV | Emiliano Velázquez  | 30 tháng 4, 1994 (17 tuổi)  |         | Danubio           |
| 3  | HV | Gastón Silva        | 5 tháng 3, 1994 (17 tuổi)   |         | Defensor Sporting |
| 4  | HV | Agustín Tabárez     | 15 tháng 10, 1994 (16 tuổi) |         | Nacional          |
| 5  | TV | Héber Ignacio Ratti | 5 tháng 4, 1994 (17 tuổi)   |         | River Plate       |
| 6  | HV | Maximiliano Moreira | 11 tháng 6, 1994 (17 tuổi)  |         | Nacional          |
| 7  | TV | Leonardo Pais       | 7 tháng 7, 1994 (16 tuổi)   |         | Defensor Sporting |
| 8  | TV | Elbio Álvarez       | 13 tháng 6, 1994 (17 tuổi)  |         | Peñarol           |
| 9  | TĐ | Sergio Cortelezzi   | 9 tháng 9, 1994 (16 tuổi)   |         | Nacional          |
| 10 | TV | Guillermo Méndez    | 26 tháng 8, 1994 (16 tuổi)  |         | Nacional          |
| 11 | TĐ | Rodrigo Aguirre     | 1 tháng 10, 1994 (16 tuổi)  |         | Liverpool         |
| 12 | TM | Guillermo de Amores | 19 tháng 10, 1994 (16 tuổi) |         | Liverpool         |
| 13 | TĐ | Juan Cruz Mascia    | 3 tháng 1, 1994 (17 tuổi)   |         | Miramar Misiones  |
| 14 | HV | Santiago Carrera    | 5 tháng 3, 1994 (17 tuổi)   |         | River Plate       |
| 15 | TV | Jim Varela          | 16 tháng 10, 1994 (16 tuổi) |         | Peñarol           |
| 16 | TĐ | Santiago Charamoni  | 28 tháng 1, 1994 (17 tuổi)  |         | Defensor Sporting |
| 17 | HV | Gianni Rodríguez    | 7 tháng 6, 1994 (17 tuổi)   |         | Danubio           |
| 18 | HV | Sebastián Canobra   | 3 tháng 11, 1994 (16 tuổi)  |         | Atenas            |
| 19 | TĐ | Juan San Martín     | 20 tháng 1, 1994 (17 tuổi)  |         | Peñarol           |
| 20 | HV | Alejandro Furia     | 15 tháng 3, 1994 (17 tuổi)  |         | Peñarol           |
| 21 | TM | Gastón Rodríguez    | 12 tháng 2, 1994 (17 tuổi)  |         | Defensor Sporting |

## Bảng D

### Cộng hòa Séc
Huấn luyện viên: Josef Csaplár
| Số | Vt | Cầu thủ           | Ngày sinh (tuổi)            | Số trận | Câu lạc bộ              |
| -- | -- | ----------------- | --------------------------- | ------- | ----------------------- |
| 1  | TM | Patrik Macej      | 11 tháng 6, 1994 (16 tuổi)  |         | Baník Ostrava           |
| 2  | TV | Ondřej Karafiát   | 1 tháng 12, 1994 (16 tuổi)  |         | Sparta Prague           |
| 3  | HV | Jan Filip         | 6 tháng 3, 1994 (17 tuổi)   |         | FK Teplice              |
| 4  | TV | Petr Nerad        | 6 tháng 2, 1994 (17 tuổi)   |         | Bohemians 1905          |
| 5  | HV | Luboš Adamec      | 27 tháng 4, 1994 (17 tuổi)  |         | Juventus                |
| 6  | HV | Michael Lüftner   | 14 tháng 3, 1994 (17 tuổi)  |         | FK Teplice              |
| 8  | TV | Jindřich Kadula   | 10 tháng 6, 1994 (16 tuổi)  |         | České Budějovice        |
| 9  | TV | Nikolas Salašovič | 20 tháng 9, 1994 (16 tuổi)  |         | Slavia Prague           |
| 10 | TĐ | Lukáš Juliš       | 2 tháng 12, 1994 (16 tuổi)  |         | Sparta Prague           |
| 11 | TĐ | Patrik Svoboda    | 13 tháng 4, 1994 (17 tuổi)  |         | Viktoria Plzeň          |
| 12 | TĐ | Zdeněk Linhart    | 5 tháng 3, 1994 (17 tuổi)   |         | Dynamo České Budějovice |
| 13 | TV | Patrik Kundrátek  | 15 tháng 2, 1994 (17 tuổi)  |         | Baník Ostrava           |
| 14 | TĐ | Michal Holub      | 6 tháng 3, 1994 (17 tuổi)   |         | Sigma Olomouc           |
| 15 | HV | Jan Štěrba        | 8 tháng 7, 1994 (16 tuổi)   |         | Sigma Olomouc           |
| 16 | TM | Lukáš Zima        | 9 tháng 1, 1994 (17 tuổi)   |         | Slavia Prague           |
| 17 | TĐ | Dominik Mašek     | 10 tháng 7, 1995 (15 tuổi)  |         | 1. FK Příbram           |
| 18 | TĐ | Lukáš Stratil     | 29 tháng 1, 1994 (17 tuổi)  |         | Baník Ostrava           |
| 19 | TV | Michal Trávník    | 17 tháng 5, 1994 (16 tuổi)  |         | 1. FC Slovácko          |
| 20 | TĐ | Daniel Pička      | 19 tháng 7, 1994 (16 tuổi)  |         | Viktoria Plzeň          |
| 21 | TM | Ondřej Kolář      | 17 tháng 10, 1994 (16 tuổi) |         | Slovan Liberec          |

### New Zealand
Huấn luyện viên: Aaron McFarland
| Số | Vt | Cầu thủ            | Ngày sinh (tuổi)            | Số trận | Câu lạc bộ           |
| -- | -- | ------------------ | --------------------------- | ------- | -------------------- |
| 1  | TM | Scott Basalaj      | 19 tháng 4, 1994 (17 tuổi)  |         | Team Wellington      |
| 2  | HV | Harshae Raniga     | 1 tháng 10, 1994 (16 tuổi)  |         | Central United       |
| 3  | TV | Stephen Carmichael | 28 tháng 3, 1994 (17 tuổi)  |         | Central United       |
| 4  | HV | Reece Lambert      | 27 tháng 3, 1994 (17 tuổi)  |         | Central United       |
| 5  | HV | Luke Adams         | 8 tháng 5, 1994 (17 tuổi)   |         | Waitakere United     |
| 6  | TV | Jordan Vale        | 15 tháng 1, 1994 (17 tuổi)  |         | Waitakere United     |
| 7  | TV | Kip Colvey         | 15 tháng 3, 1994 (17 tuổi)  |         | Asia Pacific FA      |
| 8  | TV | Rhys Jordan        | 19 tháng 10, 1994 (16 tuổi) |         | Forrest Hill Milford |
| 9  | TV | Tim Payne          | 10 tháng 1, 1994 (17 tuổi)  |         | Waitakere United     |
| 10 | TV | Cameron Howieson   | 22 tháng 12, 1994 (16 tuổi) |         | Asia Pacific FA      |
| 11 | TV | James Debenham     | 20 tháng 2, 1994 (17 tuổi)  |         | Albany United        |
| 12 | TV | Jesse Edge         | 26 tháng 2, 1995 (16 tuổi)  |         | Melville United      |
| 13 | TV | Cameron Martin     | 15 tháng 9, 1994 (16 tuổi)  |         | Central United       |
| 14 | TV | Ryan Howlett       | 7 tháng 5, 1994 (17 tuổi)   |         | Waitakere United     |
| 15 | TĐ | Dylan Stansfield   | 13 tháng 7, 1994 (16 tuổi)  |         | Forrest Hill Milford |
| 16 | HV | Bill Tuiloma       | 27 tháng 3, 1995 (16 tuổi)  |         | Asia Pacific FA      |
| 17 | TV | Harley Tahau       | 15 tháng 1, 1995 (16 tuổi)  |         | Asia Pacific FA      |
| 18 | TV | Calvin Opperman    | 25 tháng 4, 1994 (17 tuổi)  |         | Asia Pacific FA      |
| 19 | TĐ | Ken Yamamoto       | 26 tháng 3, 1994 (17 tuổi)  |         | Canterbury United    |
| 20 | TM | Scott Armistead    | 15 tháng 4, 1994 (17 tuổi)  |         | Oratia United        |
| 21 | TM | Liam Anderson      | 20 tháng 10, 1994 (16 tuổi) |         | Forrest Hill Milford |

### Hoa Kỳ
Huấn luyện viên:  Wilmer Cabrera
| Số | Vt | Cầu thủ           | Ngày sinh (tuổi)            | Số trận | Câu lạc bộ                   |
| -- | -- | ----------------- | --------------------------- | ------- | ---------------------------- |
| 1  | TM | Kendall McIntosh  | 24 tháng 1, 1994 (17 tuổi)  |         | San Jose Earthquakes Academy |
| 2  | HV | Zach Carroll      | 16 tháng 3, 1994 (17 tuổi)  |         | Vardar FC                    |
| 3  | HV | Nathan Smith      | 18 tháng 10, 1994 (16 tuổi) |         | Cal Odyssey                  |
| 4  | HV | Joe Amon          | 14 tháng 6, 1994 (17 tuổi)  |         | South Carolina United        |
| 5  | TV | Matt Dunn         | 13 tháng 1, 1994 (17 tuổi)  |         | 1. FC Köln                   |
| 6  | HV | Mobi Fehr         | 13 tháng 12, 1994 (16 tuổi) |         | Tokyo Verdy 1969             |
| 7  | TĐ | Alfred Koroma     | 19 tháng 4, 1994 (17 tuổi)  |         | Solar Chelsea FC             |
| 8  | TV | Esteban Rodriguez | 11 tháng 2, 1994 (17 tuổi)  |         | Cosmos Academy (West)        |
| 9  | TĐ | Mario Rodríguez   | 12 tháng 5, 1994 (17 tuổi)  |         | Central Aztecs               |
| 10 | TV | Alejandro Guido   | 22 tháng 3, 1994 (17 tuổi)  |         | Aztecs Premier               |
| 11 | TV | Marc Pelosi       | 17 tháng 6, 1994 (17 tuổi)  |         | Aztecs Premier               |
| 12 | TM | Fernando Piña     | 29 tháng 1, 1994 (17 tuổi)  |         | Houston Dynamo Academy       |
| 13 | TV | Nico Melo         | 23 tháng 1, 1994 (17 tuổi)  |         | Florida Rush                 |
| 14 | TV | Tarik Salkicic    | 3 tháng 6, 1994 (17 tuổi)   |         | Strictly Soccer              |
| 15 | HV | Alessandro Mion   | 23 tháng 1, 1994 (17 tuổi)  |         | Miami FC Kendall             |
| 16 | HV | Kellyn Acosta     | 24 tháng 7, 1995 (15 tuổi)  |         | FC Dallas Academy            |
| 17 | TV | Dillon Serna      | 25 tháng 3, 1994 (17 tuổi)  |         | Colorado Rapids Academy      |
| 18 | TĐ | Paul Arriola      | 5 tháng 2, 1995 (16 tuổi)   |         | Arsenal FC                   |
| 19 | TĐ | Jack McBean       | 15 tháng 12, 1994 (16 tuổi) |         | Los Angeles Galaxy           |
| 20 | TV | Andrew Souders    | 26 tháng 2, 1994 (17 tuổi)  |         | Columbus Crew Academy        |
| 21 | TM | Wade Hamilton     | 15 tháng 9, 1994 (16 tuổi)  |         | Arsenal FC                   |

### Uzbekistan
Huấn luyện viên: Aleksey Evstafeev 
| Số | Vt | Cầu thủ                | Ngày sinh (tuổi)            | Số trận | Câu lạc bộ         |
| -- | -- | ---------------------- | --------------------------- | ------- | ------------------ |
| 1  | TM | Sergey Smorodin        | 15 tháng 2, 1994 (17 tuổi)  |         | Pakhtakor Tashkent |
| 2  | HV | Mirzamurod Juraboev    | 31 tháng 5, 1994 (17 tuổi)  |         | Nasaf Qarshi       |
| 3  | HV | Sardor Rahkmanov       | 9 tháng 7, 1994 (16 tuổi)   |         | Mash'al Mubarek    |
| 4  | HV | Ravshanjon Haydarov    | 1 tháng 6, 1994 (17 tuổi)   |         | RCOR Tashkent      |
| 5  | HV | Asiljon Mansurov       | 4 tháng 8, 1994 (16 tuổi)   |         | FMI Yangier        |
| 6  | TV | Abbosbek Makhstaliev   | 12 tháng 1, 1994 (17 tuổi)  |         | Pakhtakor Tashkent |
| 7  | TV | Azizbek Muratov        | 21 tháng 1, 1994 (17 tuổi)  |         | FK Buxoro          |
| 8  | TV | Sardor Sabirkhodjaev   | 6 tháng 11, 1994 (16 tuổi)  |         | Pakhtakor Tashkent |
| 9  | TV | Kholmurod Kholmurodov  | 29 tháng 6, 1994 (16 tuổi)  |         | Mash'al Mubarek    |
| 10 | TĐ | Nodirkhon Kamolov      | 22 tháng 10, 1994 (16 tuổi) |         | Neftchi Farg'ona   |
| 11 | TĐ | Timur Khakimov         | 23 tháng 8, 1994 (16 tuổi)  |         | Pakhtakor Tashkent |
| 12 | TM | Ganisher Kholmurodov   | 29 tháng 11, 1994 (16 tuổi) |         | Mash'al Mubarek    |
| 13 | TV | Bobir Davlatov         | 1 tháng 3, 1996 (15 tuổi)   |         | Mash'al Mubarek    |
| 14 | HV | Javlon Mirabdullaev    | 19 tháng 3, 1994 (17 tuổi)  |         | Bunyodkor          |
| 15 | TĐ | Jasurbek Khakimov      | 24 tháng 5, 1994 (17 tuổi)  |         | RCOR Tashkent      |
| 16 | HV | Khasan Asqarov         | 14 tháng 4, 1994 (17 tuổi)  |         | Bunyodkor          |
| 17 | TV | Dior Usmankhodjaev     | 7 tháng 2, 1994 (17 tuổi)   |         | RCOR Tashkent      |
| 18 | TV | Mukhsin Ubaydullaev    | 15 tháng 7, 1994 (16 tuổi)  |         | Pakhtakor Tashkent |
| 19 | TĐ | Zabikhillo Urinboev    | 30 tháng 3, 1995 (16 tuổi)  |         | Bunyodkor          |
| 20 | TV | Davlatbek Yarbekov     | 27 tháng 9, 1994 (16 tuổi)  |         | Neftchi Farg'ona   |
| 21 | TM | Abdumavlon Abdujalilov | 22 tháng 12, 1994 (16 tuổi) |         | Pakhtakor Tashkent |

## Bảng E

### Burkina Faso
Huấn luyện viên:  Rui Pereira
| Số | Vt | Cầu thủ            | Ngày sinh (tuổi)            | Số trận | Câu lạc bộ                |
| -- | -- | ------------------ | --------------------------- | ------- | ------------------------- |
| 1  | TM | Sy Aime Coulibaly  | 31 tháng 12, 1995 (15 tuổi) |         | Kada School               |
| 2  | HV | Ismaila Zoungrana  | 17 tháng 10, 1995 (15 tuổi) |         | Kozaf                     |
| 3  | HV | Ismael Bande       | 16 tháng 1, 1996 (15 tuổi)  |         | FABAO                     |
| 4  | TV | Abdoul Aziz Kaboré | 1 tháng 1, 1994 (17 tuổi)   |         | Kada School               |
| 5  | HV | Romaric Banaba     | 20 tháng 2, 1994 (17 tuổi)  |         | AZM                       |
| 6  | TV | Ibrahim Ili        | 10 tháng 11, 1994 (16 tuổi) |         | Kada School               |
| 7  | TV | Faical Ouedraogo   | 31 tháng 12, 1995 (15 tuổi) |         | Kada School               |
| 8  | HV | Sounkalo Sanou     | 10 tháng 5, 1994 (17 tuổi)  |         | Kada School               |
| 9  | TĐ | Zaniou Sana        | 31 tháng 12, 1994 (16 tuổi) |         | Naba Kango                |
| 10 | TV | Rashade Sido       | 28 tháng 4, 1995 (16 tuổi)  |         | Naba Kango                |
| 11 | TV | Abdoul Sanou       | 27 tháng 4, 1994 (17 tuổi)  |         | Kada School               |
| 12 | HV | Abdou Kabre        | 3 tháng 3, 1995 (16 tuổi)   |         | Kozaf                     |
| 13 | TĐ | Ben Zerbo          | 27 tháng 8, 1994 (16 tuổi)  |         | Naba Kango                |
| 14 | TV | Seydou Belem       | 6 tháng 12, 1995 (15 tuổi)  |         | FOGEBU                    |
| 15 | TV | Romaric Pitroipa   | 31 tháng 12, 1994 (16 tuổi) |         | Kozaf                     |
| 16 | TM | Seni Ouedraogo     | 8 tháng 6, 1995 (16 tuổi)   |         | FOGEBU                    |
| 17 | TĐ | Ousmane Nana       | 14 tháng 4, 1994 (17 tuổi)  |         | CFAS                      |
| 18 | HV | Patrice Zoungrana  | 2 tháng 12, 1994 (16 tuổi)  |         | ASFA Yennenga             |
| 19 | HV | Issouf Paro        | 16 tháng 10, 1994 (16 tuổi) |         | IFFA Bobo Dioulasso       |
| 20 | TV | Yaya Bamba         | 20 tháng 6, 1995 (15 tuổi)  |         | Maya Bobo Dioulasso       |
| 21 | TM | Toldo Houe         | 13 tháng 5, 1995 (16 tuổi)  |         | Secteur 21 Bobo-Dioulasso |

### Ecuador
Huấn luyện viên: Javier Rodríguez 
| Số | Vt | Cầu thủ                 | Ngày sinh (tuổi)            | Số trận | Câu lạc bộ               |
| -- | -- | ----------------------- | --------------------------- | ------- | ------------------------ |
| 1  | TM | Walter Chávez           | 6 tháng 4, 1994 (17 tuổi)   |         | LDU Quito                |
| 2  | HV | Jaime Jordan            | 28 tháng 10, 1995 (15 tuổi) |         | Rocafuerte               |
| 3  | HV | Marlon Mejía            | 21 tháng 9, 1994 (16 tuổi)  |         | Emelec                   |
| 4  | TV | Ridder Alcívar          | 13 tháng 3, 1994 (17 tuổi)  |         | Universidad Católica     |
| 5  | HV | Luis Cangá              | 15 tháng 6, 1995 (16 tuổi)  |         | LDU Quito                |
| 6  | TV | Cristian Ramírez        | 12 tháng 8, 1994 (16 tuổi)  |         | Independiente José Terán |
| 7  | TĐ | Kevin Mercado           | 28 tháng 1, 1994 (17 tuổi)  |         | LDU Quito                |
| 8  | TĐ | Jonny Uchuari           | 19 tháng 1, 1994 (17 tuổi)  |         | LDU Loja                 |
| 9  | TĐ | Luis Batioja            | 16 tháng 2, 1994 (17 tuổi)  |         | LDU Quito                |
| 10 | TV | Junior Sornoza          | 28 tháng 1, 1994 (17 tuổi)  |         | Independiente José Terán |
| 11 | TĐ | Esteban Troya           | 18 tháng 1, 1994 (17 tuổi)  |         | ESPOLI                   |
| 12 | TM | Darwin Cuero            | 15 tháng 10, 1994 (16 tuổi) |         | El Nacional              |
| 13 | TV | Carlos Gruezo           | 19 tháng 4, 1995 (16 tuổi)  |         | Independiente José Terán |
| 14 | TĐ | Eddy Corozo             | 28 tháng 6, 1994 (16 tuổi)  |         | Emelec                   |
| 15 | TV | José Francisco Cevallos | 18 tháng 1, 1995 (16 tuổi)  |         | LDU Quito                |
| 16 | TĐ | Kevin Barzola           | 9 tháng 7, 1994 (16 tuổi)   |         | Rocafuerte               |
| 17 | TĐ | Joel Valencia           | 16 tháng 10, 1994 (16 tuổi) |         | Real Zaragoza            |
| 18 | HV | Gabriel Cortez          | 10 tháng 10, 1995 (15 tuổi) |         | Independiente José Terán |
| 19 | TV | Jhon Mendoza            | 14 tháng 2, 1994 (17 tuổi)  |         | Barcelona                |
| 20 | TĐ | Dennys Hurtado          | 22 tháng 7, 1994 (16 tuổi)  |         | Emelec                   |
| 21 | TM | Israel Gutiérrez        | 2 tháng 3, 1994 (17 tuổi)   |         | Deportivo Quito          |

### Đức
Huấn luyện viên: Steffen Freund
| Số | Vt | Cầu thủ              | Ngày sinh (tuổi)            | Số trận | Câu lạc bộ        |
| -- | -- | -------------------- | --------------------------- | ------- | ----------------- |
| 1  | TM | Odisseas Vlachodimos | 26 tháng 4, 1994 (17 tuổi)  |         | VfB Stuttgart     |
| 2  | HV | Mitchell Weiser      | 21 tháng 4, 1994 (17 tuổi)  |         | 1. FC Köln        |
| 3  | HV | Cimo Röcker          | 21 tháng 1, 1994 (17 tuổi)  |         | Werder Bremen     |
| 4  | HV | Koray Günter         | 16 tháng 8, 1994 (16 tuổi)  |         | Borussia Dortmund |
| 5  | HV | Nico Perrey          | 2 tháng 2, 1994 (17 tuổi)   |         | Arminia Bielefeld |
| 6  | HV | Robin Yalçın         | 25 tháng 1, 1994 (17 tuổi)  |         | VfB Stuttgart     |
| 7  | TĐ | Mirco Born           | 28 tháng 6, 1994 (16 tuổi)  |         | Twente            |
| 8  | TV | Emre Can             | 12 tháng 1, 1994 (17 tuổi)  |         | FC Bayern Munich  |
| 9  | TĐ | Samed Yeşil          | 25 tháng 5, 1994 (17 tuổi)  |         | Bayer Leverkusen  |
| 10 | TV | Levent Ayçiçek       | 14 tháng 2, 1994 (17 tuổi)  |         | Werder Bremen     |
| 11 | TĐ | Okan Aydın           | 8 tháng 5, 1994 (17 tuổi)   |         | Bayer Leverkusen  |
| 12 | TM | Cedric Wilmes        | 13 tháng 1, 1994 (17 tuổi)  |         | Borussia Dortmund |
| 13 | HV | Koray Kacinoglu      | 20 tháng 7, 1994 (16 tuổi)  |         | MSV Duisburg      |
| 14 | HV | Kaan Ayhan           | 10 tháng 11, 1994 (16 tuổi) |         | Schalke 04        |
| 15 | HV | Noah Korczowski      | 8 tháng 1, 1994 (17 tuổi)   |         | Schalke 04        |
| 16 | TV | Sven Mende           | 18 tháng 1, 1994 (17 tuổi)  |         | VfB Stuttgart     |
| 17 | TĐ | Marvin Ducksch       | 7 tháng 3, 1994 (17 tuổi)   |         | Borussia Dortmund |
| 18 | TV | Rani Khedira         | 27 tháng 1, 1994 (17 tuổi)  |         | VfB Stuttgart     |
| 19 | TĐ | Nils Quaschner       | 22 tháng 4, 1994 (17 tuổi)  |         | Hansa Rostock     |
| 20 | TV | Fabian Schnellhardt  | 12 tháng 1, 1994 (17 tuổi)  |         | 1. FC Köln        |
| 21 | TM | Thomas Dähne         | 4 tháng 1, 1994 (17 tuổi)   |         | Red Bull Salzburg |

### Panama
Huấn luyện viên: Jorge Dely Valdés
| Số | Vt | Cầu thủ            | Ngày sinh (tuổi)            | Số trận | Câu lạc bộ             |
| -- | -- | ------------------ | --------------------------- | ------- | ---------------------- |
| 1  | TM | Iván Picart        | 2 tháng 8, 1994 (16 tuổi)   |         | Río Abajo              |
| 2  | HV | Shaquile Coronado  | 20 tháng 1, 1995 (16 tuổi)  |         | Árabe Unido            |
| 3  | TV | José Maughn        | 9 tháng 1, 1994 (17 tuổi)   |         | Chorrillo              |
| 4  | HV | Jordy Meléndez     | 14 tháng 7, 1994 (16 tuổi)  |         | Chepo                  |
| 5  | HV | Roberto Chen       | 24 tháng 5, 1994 (17 tuổi)  |         | San Francisco          |
| 6  | HV | Anel Vargas        | 24 tháng 8, 1994 (16 tuổi)  |         | Unattached             |
| 7  | TV | Dario Wright       | 25 tháng 4, 1994 (17 tuổi)  |         | Millenium              |
| 8  | TV | Juan Cedeño        | 12 tháng 1, 1994 (17 tuổi)  |         | Chorrillo              |
| 9  | TĐ | Omar Browne        | 3 tháng 5, 1994 (17 tuổi)   |         | Millenium              |
| 10 | TV | Darwin Pinzón      | 2 tháng 4, 1994 (17 tuổi)   |         | Sporting San Miguelito |
| 11 | TV | Aldair Paredes     | 2 tháng 11, 1994 (16 tuổi)  |         | Millenium              |
| 12 | TM | Joseph Vargas      | 23 tháng 5, 1994 (17 tuổi)  |         | Millenium              |
| 13 | HV | Francisco Narbón   | 11 tháng 2, 1995 (16 tuổi)  |         | Chepo                  |
| 14 | TĐ | Edson Samms        | 27 tháng 3, 1995 (16 tuổi)  |         | San Francisco          |
| 15 | TĐ | Romario Piggot     | 17 tháng 7, 1995 (15 tuổi)  |         | Chepo                  |
| 16 | HV | Alonzo Goot        | 26 tháng 8, 1994 (16 tuổi)  |         | Ciclon                 |
| 17 | TV | Bryan Santamaría   | 12 tháng 5, 1994 (17 tuổi)  |         | San Francisco          |
| 18 | TĐ | Jorman Aguilar     | 11 tháng 9, 1994 (16 tuổi)  |         | Río Abajo              |
| 19 | TV | Alfredo Stephens   | 25 tháng 12, 1994 (16 tuổi) |         | Río Abajo              |
| 20 | TV | Alexander González | 14 tháng 12, 1994 (16 tuổi) |         | Río Abajo              |
| 21 | TM | Martín Meléndez    | 23 tháng 3, 1995 (16 tuổi)  |         | Bagoso                 |

## Bảng F

### Úc
Huấn luyện viên:  Jan Versleijen
| Số | Vt | Cầu thủ           | Ngày sinh (tuổi)            | Số trận | Câu lạc bộ        |
| -- | -- | ----------------- | --------------------------- | ------- | ----------------- |
| 1  | TM | Paul Izzo         | 6 tháng 1, 1995 (16 tuổi)   |         | Adelaide United   |
| 2  | HV | Jake Monaco       | 23 tháng 6, 1994 (16 tuổi)  |         | AIS               |
| 3  | HV | Connor Chapman    | 31 tháng 10, 1994 (16 tuổi) |         | AIS               |
| 4  | HV | Tom King          | 20 tháng 7, 1994 (16 tuổi)  |         | Liverpool         |
| 5  | HV | Corey Brown       | 7 tháng 1, 1994 (17 tuổi)   |         | AIS               |
| 6  | TV | Yianni Perkatis   | 8 tháng 3, 1994 (17 tuổi)   |         | AIS               |
| 7  | TV | Hernan Espindola  | 19 tháng 10, 1994 (16 tuổi) |         | AIS               |
| 8  | TV | Mitch Cooper      | 18 tháng 9, 1994 (16 tuổi)  |         | Gold Coast United |
| 9  | TĐ | Dylan Tombides    | 8 tháng 3, 1994 (17 tuổi)   |         | West Ham United   |
| 10 | TĐ | Jesse Makarounas  | 18 tháng 4, 1994 (17 tuổi)  |         | Perth Glory       |
| 11 | TV | Luke Remington    | 12 tháng 5, 1994 (17 tuổi)  |         | Newcastle Jets    |
| 12 | TM | Lachlan Tibbles   | 16 tháng 6, 1994 (17 tuổi)  |         | AIS               |
| 13 | TĐ | Teeboy Kamara     | 18 tháng 5, 1996 (15 tuổi)  |         | AIS               |
| 14 | TV | Miloš Degenek     | 28 tháng 4, 1994 (17 tuổi)  |         | AIS               |
| 15 | TĐ | Anthony Proia     | 16 tháng 3, 1994 (17 tuổi)  |         | AIS               |
| 16 | TV | Stefan Mauk       | 12 tháng 10, 1995 (15 tuổi) |         | AIS               |
| 17 | TV | Jacob Melling     | 4 tháng 4, 1995 (16 tuổi)   |         | Adelaide United   |
| 18 | TM | Daniel Sadaka     | 30 tháng 1, 1994 (17 tuổi)  |         | Sutherland Sharks |
| 19 | TV | Mitchell Oxborrow | 18 tháng 2, 1995 (16 tuổi)  |         | AIS               |
| 20 | HV | Nick Ansell       | 2 tháng 2, 1994 (17 tuổi)   |         | Melbourne Victory |
| 21 | HV | Riley Woodcock    | 23 tháng 5, 1995 (16 tuổi)  |         | AIS               |

### Brasil
Huấn luyện viên: Emerson Ávila
| Số | Vt | Cầu thủ       | Ngày sinh (tuổi)           | Số trận | Câu lạc bộ          |
| -- | -- | ------------- | -------------------------- | ------- | ------------------- |
| 1  | TM | Charles       | 4 tháng 2, 1994 (17 tuổi)  |         | Cruzeiro            |
| 2  | HV | Wallace       | 1 tháng 5, 1994 (17 tuổi)  |         | Fluminense          |
| 3  | HV | Marquinhos    | 14 tháng 5, 1994 (17 tuổi) |         | Corinthians         |
| 4  | HV | Matheus       | 18 tháng 8, 1994 (16 tuổi) |         | Grêmio              |
| 5  | TV | Misael        | 15 tháng 7, 1994 (16 tuổi) |         | Grêmio              |
| 6  | HV | Emerson       | 3 tháng 8, 1994 (16 tuổi)  |         | Santos              |
| 7  | TV | Guilherme     | 31 tháng 3, 1994 (17 tuổi) |         | Vasco da Gama       |
| 8  | TV | Marlon Bica   | 25 tháng 5, 1994 (17 tuổi) |         | Internacional       |
| 9  | TĐ | Ademilson     | 9 tháng 1, 1994 (17 tuổi)  |         | São Paulo           |
| 10 | TĐ | Adryan        | 10 tháng 8, 1994 (16 tuổi) |         | Flamengo            |
| 11 | TĐ | Lucas Piazon  | 20 tháng 1, 1994 (17 tuổi) |         | São Paulo           |
| 12 | TM | Uilson        | 28 tháng 4, 1994 (17 tuổi) |         | Atlético Mineiro    |
| 13 | HV | Cláudio Winck | 15 tháng 4, 1994 (17 tuổi) |         | Internacional       |
| 14 | HV | Josué         | 28 tháng 1, 1994 (17 tuổi) |         | Vitória             |
| 15 | HV | Jonathan      | 11 tháng 7, 1994 (16 tuổi) |         | Grêmio              |
| 16 | TV | Hernani       | 27 tháng 3, 1994 (17 tuổi) |         | Atlético Paranaense |
| 17 | TV | Bruno Sabiá   | 21 tháng 3, 1994 (17 tuổi) |         | Palmeiras           |
| 18 | TV | Wellington    | 8 tháng 1, 1994 (17 tuổi)  |         | Vitória             |
| 19 | TĐ | Nathan        | 18 tháng 1, 1994 (17 tuổi) |         | Internacional       |
| 20 | TĐ | Léo Bonatini  | 28 tháng 3, 1994 (17 tuổi) |         | Cruzeiro            |
| 21 | TM | Jaccson       | 12 tháng 3, 1994 (17 tuổi) |         | Internacional       |

### Bờ Biển Ngà
Huấn luyện viên: Pierre Gouamene
| Số | Vt | Cầu thủ              | Ngày sinh (tuổi)            | Số trận | Câu lạc bộ                     |
| -- | -- | -------------------- | --------------------------- | ------- | ------------------------------ |
| 1  | TM | Yored Konaté         | 28 tháng 12, 1994 (16 tuổi) |         | Sochaux                        |
| 2  | TV | Jean-Eudes Aholou    | 20 tháng 3, 1994 (17 tuổi)  |         | Ivoire Academie                |
| 3  | HV | Mory Koné            | 21 tháng 4, 1994 (17 tuổi)  |         | Le Mans                        |
| 4  | HV | Ibrahima Bah         | 18 tháng 12, 1994 (16 tuổi) |         | Academie de Sefa               |
| 5  | HV | Jean Thome           | 10 tháng 10, 1995 (15 tuổi) |         | Aspire Academy                 |
| 6  | TĐ | Dorian Kouamé        | 2 tháng 10, 1994 (16 tuổi)  |         | Guingamp                       |
| 7  | TĐ | Jean Evrard Kouassi  | 25 tháng 9, 1994 (16 tuổi)  |         | Moossou                        |
| 8  | TĐ | Victorien Angban     | 29 tháng 9, 1996 (14 tuổi)  |         | Stade d'Abidjan                |
| 9  | TV | Soune Soungole       | 26 tháng 2, 1995 (16 tuổi)  |         | Athlétic Adjamé                |
| 10 | TV | Wilfried Gnahore     | 30 tháng 12, 1995 (15 tuổi) |         | Nottingham Forest              |
| 11 | TĐ | Lionel Lago          | 9 tháng 10, 1995 (15 tuổi)  |         | Aspire Academy                 |
| 12 | TĐ | Guy Bedi             | 20 tháng 12, 1995 (15 tuổi) |         | Academie de Foot Amadou Diallo |
| 13 | TĐ | Jeremy Kimmankon     | 29 tháng 5, 1994 (17 tuổi)  |         | Châteauroux                    |
| 14 | HV | Mehoue Traore        | 23 tháng 12, 1994 (16 tuổi) |         | Séwé Sports de San Pedro       |
| 15 | TĐ | Drissa Diarrassouba  | 15 tháng 11, 1994 (16 tuổi) |         | Ivoire Academie                |
| 16 | TM | Severin Dje Yao      | 10 tháng 2, 1995 (16 tuổi)  |         | Denguélé                       |
| 17 | HV | Losseni Karamoko     | 20 tháng 12, 1994 (16 tuổi) |         | Olympic Sport Abobo            |
| 18 | TĐ | Ibrahim Coulibaly    | 28 tháng 12, 1995 (15 tuổi) |         | Academie de Foot Amadou Diallo |
| 19 | TĐ | Souleymane Coulibaly | 26 tháng 12, 1994 (16 tuổi) |         | Siena                          |
| 20 | TĐ | Anderson Banvo       | 4 tháng 2, 1994 (17 tuổi)   |         | Paris Saint-Germain            |
| 21 | TM | Aboubakar Ouattara   | 16 tháng 11, 1995 (15 tuổi) |         | Volcan                         |

### Đan Mạch
Huấn luyện viên: Thomas Frank
| Số | Vt | Cầu thủ                 | Ngày sinh (tuổi)            | Số trận | Câu lạc bộ   |
| -- | -- | ----------------------- | --------------------------- | ------- | ------------ |
| 1  | TM | Oliver Korch            | 18 tháng 6, 1994 (17 tuổi)  |         | Midtjylland  |
| 2  | HV | Mads Aaquist            | 31 tháng 12, 1994 (16 tuổi) |         | Copenhagen   |
| 3  | HV | Frederik Holst          | 24 tháng 9, 1994 (16 tuổi)  |         | Brøndby      |
| 4  | HV | Nicolai Bak Johannesen  | 22 tháng 5, 1994 (17 tuổi)  |         | Lyngby       |
| 5  | HV | Riza Durmisi            | 8 tháng 1, 1994 (17 tuổi)   |         | Brøndby      |
| 6  | TV | Patrick Olsen           | 23 tháng 4, 1994 (17 tuổi)  |         | Brøndby      |
| 7  | TV | Christian Nørgaard      | 10 tháng 3, 1994 (17 tuổi)  |         | Lyngby       |
| 8  | TV | Lasse Vigen Christensen | 15 tháng 8, 1994 (16 tuổi)  |         | Midtjylland  |
| 9  | TĐ | Kenneth Zohore          | 31 tháng 1, 1994 (17 tuổi)  |         | Copenhagen   |
| 10 | TĐ | Viktor Fischer          | 9 tháng 6, 1994 (17 tuổi)   |         | Ajax         |
| 11 | TĐ | Danny Amankwaa          | 30 tháng 1, 1994 (17 tuổi)  |         | Copenhagen   |
| 12 | HV | Patrick Banggaard       | 4 tháng 4, 1994 (17 tuổi)   |         | Vejle        |
| 13 | TV | Pierre-Emile Højbjerg   | 5 tháng 8, 1995 (15 tuổi)   |         | Brøndby      |
| 14 | HV | Derrick Nissen          | 29 tháng 3, 1994 (17 tuổi)  |         | Vejle        |
| 15 | TĐ | Lee Rochester Sørensen  | 30 tháng 4, 1994 (17 tuổi)  |         | Køge         |
| 16 | TM | Christian Schultz       | 26 tháng 2, 1994 (17 tuổi)  |         | Silkeborg    |
| 17 | TĐ | Yussuf Poulsen          | 15 tháng 6, 1994 (17 tuổi)  |         | Lyngby       |
| 18 | TV | Lucas Andersen          | 13 tháng 9, 1994 (16 tuổi)  |         | AaB          |
| 19 | HV | Jacob Barrett Laursen   | 17 tháng 11, 1994 (16 tuổi) |         | AaB          |
| 20 | TĐ | Kristian Lindberg       | 14 tháng 2, 1994 (17 tuổi)  |         | Nordsjælland |
| 21 | TM | Casper Radza            | 26 tháng 2, 1994 (17 tuổi)  |         | OB           |